# Mads Christensen
Mads Christensen (Herning, 2 aprile 1987) è un hockeista su ghiaccio danese.

## Carriera
Dal 2002-2003 al 2007-2008 ha militato in patria con il Herning Blue Fox. Nel 2008-2009 ha giocato sempre in Danimarca con il SønderjyskE.
Nel 2009-2010 ha giocato in Germania con i Iserlohn Roosters. Dall'annata seguente fino al 2013-14, sempre in Germania, ha vestito la casacca del Eisbären Berlin.
Dal 2014-15 gioca con l'EHC München.
In ambito internazionale, con la rappresentativa danese, ha preso parte a numerose edizioni dei campionati mondiali a partire dal 2007.